# Republika Rodańska
Republika Rodańska – marionetkowe państewko stworzone na przełomie 1802 i 1803 przez Napoleona I w celu uzyskania bezpiecznej przeprawy przez Alpy. Formalnie niepodległa, Republika była uzależniona od I Cesarstwa.

## Powstanie
Utworzona w 1798 Republika Helwecka była ciągle targana poważnymi kryzysami. W tej sytuacji, Napoleon – który potrzebował zabezpieczenia górskich szlaków komunikacyjnych pomiędzy Francją a Półwyspem Apenińskim – zdecydował się oderwać od Republiki Helweckiej cały kanton Valais i utworzył faktycznie uzależnioną od Francji, Republikę Rodańską.

## Podział administracyjny i ustrój
Republika została podzielona na tzw. dziesiątki, do których należały: Hérémence, Martigny i Entremont.
Organem prawodawczym był Sejm, do którego wchodzili przedstawiciele każdej dziesiątki. Delegatów do Sejmu (1 delegat na każde 2 tys. obywateli) mianowały Rady Dziesiątek spośród obywateli, którzy mieli doświadczenie w polityce, prawie lub  byli oficerami (bez względu na to czy wywodzili się z chłopstwa, mieszczaństwa czy szlachty). Uchwały Sejmu mogły być jednak odrzucane przez dziesiątki.
Władza wykonawcza spoczywała na Radzie Państwa, która składała się z trzech członków, powoływanych przez Sejm. Przewodniczący Rady Państwa nosił tytuł Wielkiego Rządcy (w oryginale: Grand Bailli).

## Aneksja i dalsze losy
W 1810 Napoleon postanowił wcielić Republikę do Francji jako tzw. departament Simplon. Anektowana Republika Rodańska pozostawała w granicach francuskich do 1813. Niebawem po klęsce wojsk francuskich pod Lipskiem z departamentu wycofała się francuska administracja i 26 grudnia ogłoszono ponownie niepodległość. Decyzję mieszkańców Republiki zaakceptowano ostatecznie pokojem paryskim. Jednak już 4 marca 1815 – po długich międzynarodowych negocjacjach i przyjęciu nowej konstytucji – Republika połączyła się ze Szwajcarią.